# Evarcha infrastriata
Evarcha infrastriata är en spindelart som först beskrevs av Eugen von Keyserling 1881.  Evarcha infrastriata ingår i släktet Evarcha och familjen hoppspindlar. Inga underarter finns listade i Catalogue of Life.